# Geologia de la Lluna
El coneixement de la geologia lunar va augmentar significativament a partir de la dècada del 1960, amb les missions tripulades i automatitzades. Encara queden preguntes obertes i que únicament seran contestades amb la instal·lació de futures bases permanents i un estudi més ampli de la seva superfície.
Gràcies a la seva proximitat, la Lluna és l'únic cos —a més de la Terra— del qual es coneix detalladament la geologia i del qual es van obtenir mostres de diferents regions. Les missions tripulades Apollo van contribuir en la recol·lecció de 382 quilograms de roques i mostres del sòl lunar, els quals continuen sent objecte d'estudi útil per a la comprensió sobre la seva formació i la d'altres cossos celestes. Algunes sondes del programa Luna de la Unió Soviètica també van portar de tornada a la Terra petites mostres del sòl lunar: la Luna 16 (101 grams), la Luna 20 (55 grams) i la Luna 24 (170 grams).

## Formació

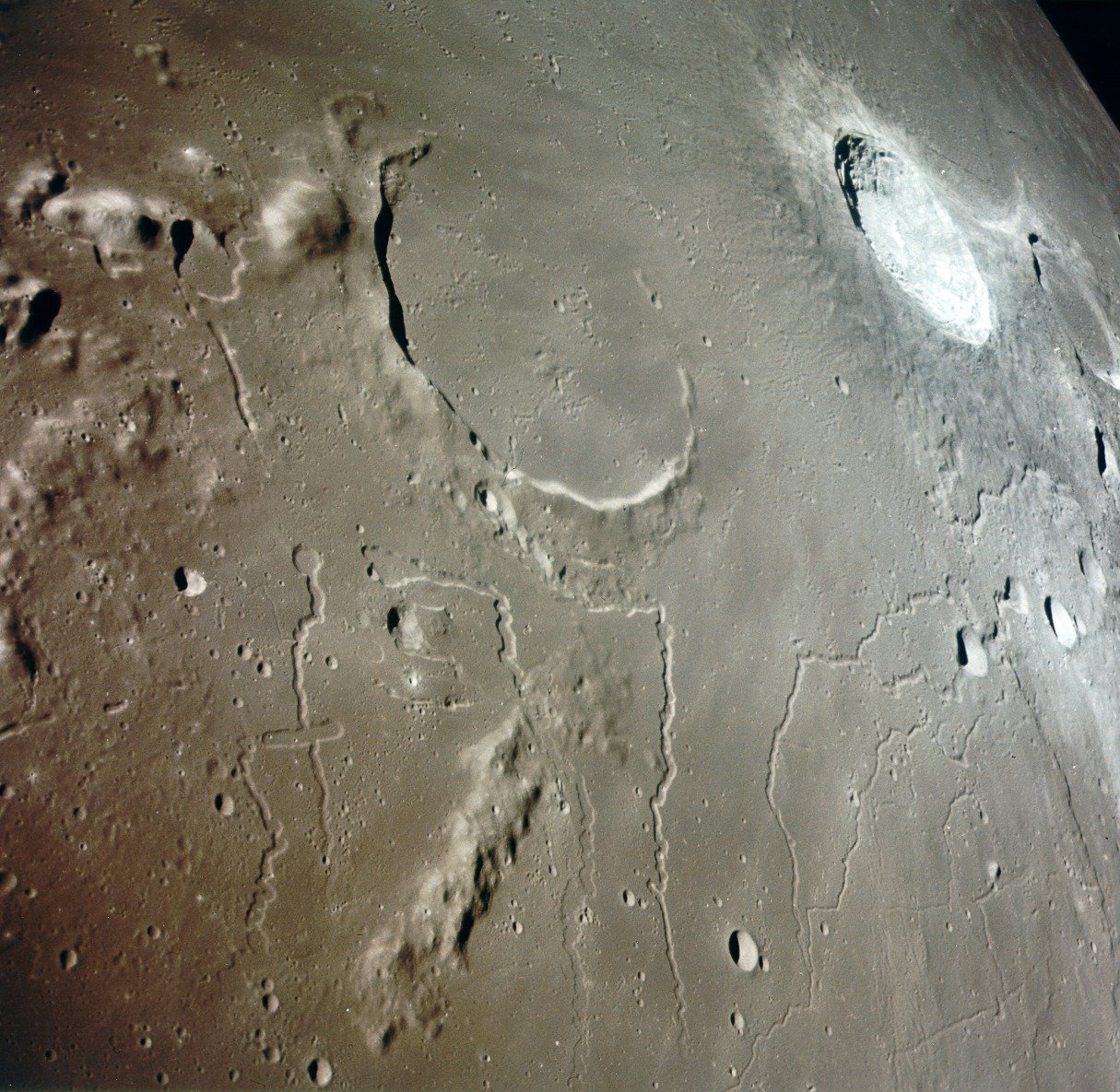
Imatge obtinguda en la missió Apollo 15

Durant molt de temps, el problema fonamental concernent a la història lunar va ser el del seu origen. Les hipòtesis que han estat elaborades referents a això són tan variades com diferents l'una de l'altra. Les hipòtesis més importants són:
- Captura lunar: la captura d'una lluna completament formada pel camp gravitacional de la Terra resulta inversemblant, ja que una trobada propera amb la Terra hauria produït una col·lisió o una alteració de la trajectòria del cos en qüestió, i probablement mai no tornaria a retrobar-se amb la Terra. Perquè aquesta hipòtesi funcioni, es requeriria una gran atmosfera estesa al voltant de la Terra primitiva, la qual podria frenar el moviment de la Lluna abans que escapés. Aquesta hipòtesi és seriosament considerada per explicar les òrbites dels satèl·lits irregulars de Júpiter i Saturn; no obstant això, és molt difícil que funcioni per a la Lluna.
- Hipòtesi de la fissió: exposa la idea que una Terra primitiva amb una rotació accelerada va expulsar un tros de la seva massa, i va ser proposada per George Darwin (fill del cèlebre biòleg Charles Darwin). Aquesta hipòtesi no explica per què la Terra estava girant una vegada cada 2,5 hores i per què la Lluna i la Terra no continuen amb un moviment rotacional accelerat en l'actualitat.
- Hipòtesi de l'acreció: amb aquesta hipòtesi s'estableix que la Terra i la Lluna es van formar juntes, en un sistema doble. El problema d'aquesta hipòtesi és que no s'explica el període de rotació de la Terra i la Lluna, a més de donar una resposta a l'absència de material d'aquest sistema doble orbitant als dos cossos, fenomen que solament pot ser explicat si es tenen en compte el moviment de rotació terrestre i el de revolució lunar mitjançant una propietat física anomenada moment angular.
- Teoria del gran impacte: es refereix a l'impacte d'un cos de la grandària de Mart (la meitat del radi terrestre i un dècim de la seva massa) sobre la Terra quan aquesta estava a un 90% de la seva grandària actual. Aquest impacte hauria expulsat vastes quantitats de material calent al voltant de l'òrbita terrestre i la Lluna s'hauria format per l'acumulació d'aquest material.[2]

### Teoria del gran impacte

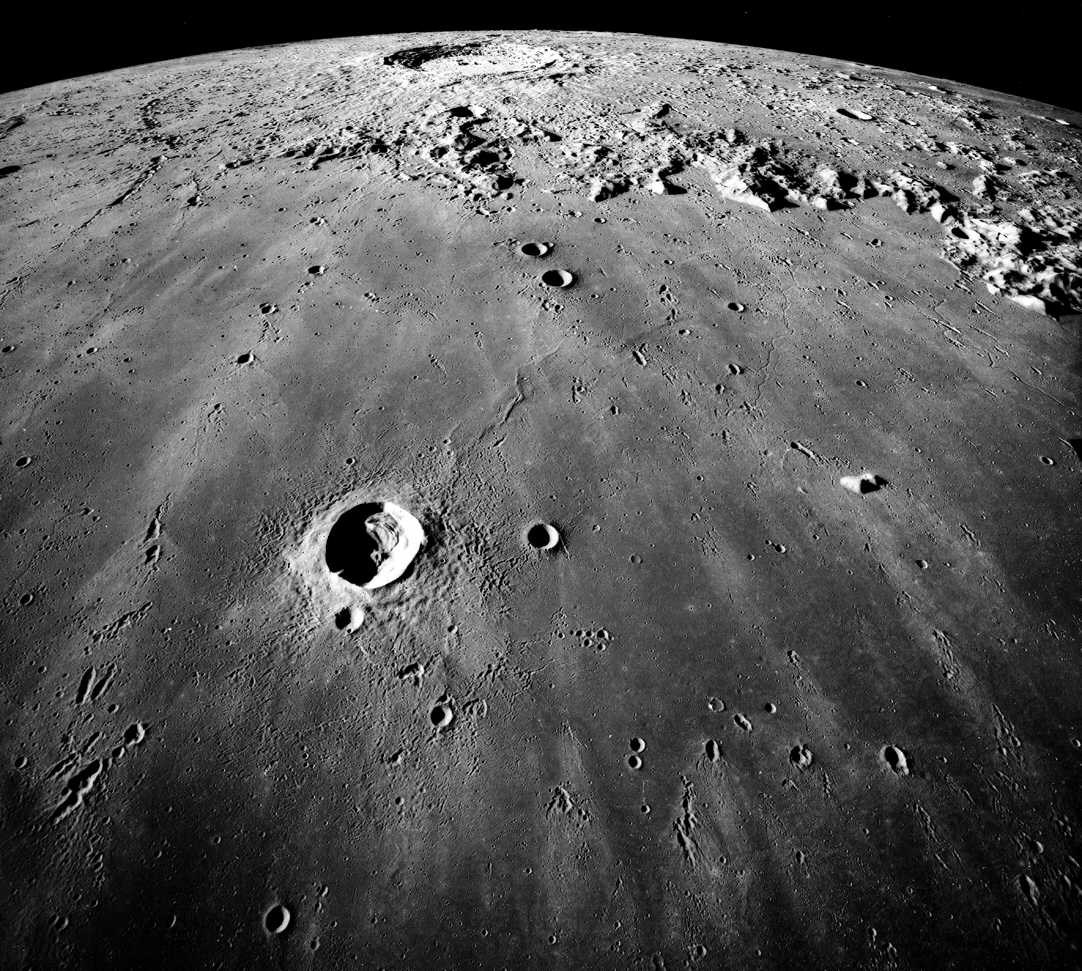
Mare Imbrium i cràter Copèrnic

És la hipòtesi més acceptada. Encara que proposada el 1984, els seus orígens es remunten a mitjans dels anys setanta. Aquesta teoria sí que satisfà les condicions orbitals de la Terra i la Lluna i les causes per les quals la Terra té un nucli metàl·lic més gran que la Lluna. Les teories modernes de com es formen els planetes mitjançant cossos més petits -que haurien estat formats per cossos encara més petits- prediuen que quan la formació de la Terra estava gairebé acabada, podria haver-hi hagut un cos de la grandària de Mart i amb prop d'un dècim de la massa de la Terra a la rodalia de l'òrbita terrestre. Per tot això, la teoria del gran impacte és un esdeveniment plausible, fins i tot podria haver estat inevitable.
L'energia involucrada en aquesta col·lisió és impressionant: milers de bilions de tones de material s'hauria evaporat i fos. En alguns llocs de la Terra, la temperatura hauria arribat als 10.000°C. Això explicaria la grandària inusual del nucli metàl·lic de la Terra: el cos de la grandària de Mart s'hauria fusionat amb la Terra incorporant el seu material a l'interior del nostre planeta. Si aquest esdeveniment mai hagués succeït, no sols és que la Terra no tindria lluna, sinó que a més els dies serien més llargs i les seves durades serien de prop d'un any.
El primer esdeveniment important de la formació lunar va ser la cristal·lització del magma oceànic. No se sap amb certesa quina era la seva profunditat; però, segons diferents estudis, l'oceà de magma estava situat a uns 500 km de profunditat. Els primers minerals a formar-se en aquest oceà en procés de cristal·lització van ser els silicats de ferro i magnesi olivina i piroxè. A causa que aquests minerals eren més densos que el material confinant, es van enfonsar. L'anterior formació de feldespat plagioclasa de menor densitat que el magma es va situar en la part superior de l'oceà de magma formant les muntanyes d'anortosites, donant a lloc a la primera escorça lunar. L'etapa de l'oceà de magma va acabar fa uns 4.400 milions d'anys.
Tan ràpid com es va formar l'escorça lunar, i fins i tot quan encara s'estava formant, altres tipus de magmes que formarien les norites i les troctolites a les terres altes es van començar a formar en el fons de la Lluna, però encara no se sap a quina profunditat. Els magmes van pujar a la superfície, infiltrant-se a través de l'escorça d'anortosita, formant grans roques i fins i tot erupcionant sobre la superfície. Alguns d'aquests cossos magmàtics van reaccionar químicament amb els romanents de l'oceà de magma (KREEP) i altres poden haver-se dissolt en les anortosites. Aquest període d'història lunar va acabar fa prop de 4.000 milions d'anys.
Durant aquestes primeres etapes de la formació lunar, diversos esdeveniments d'impacte van continuar modificant la superfície fins a una profunditat d'uns pocs quilòmetres (fins i tot fins a 20 km). Encara que no ha estat comprovat fefaentment, la mitjana d'impactes sembla haver declinat entre 4.500 i 4.000 milions d'anys enrere, però després va créixer dramàticament produint la major part de les conques visibles en la Lluna. Aquest bombardeig hauria ocorregut en un lapse d'entre 4.000 a 3.850 milions d'anys enrere.
Una vegada disminuïda la mitjana d'impactes, els mars van tenir temps per formar-se. Els basalts es van formar fa més de 3.850 milions d'anys. No obstant això, entre 3.700 i prop de 2.500 milions d'anys enrere (l'última xifra és molt incerta), la lava va fluir sobre la superfície lunar, formant els mars i altres característiques típiques. Juntament amb els basalts, van venir les erupcions piroclàstiques llançant restes de basalt fos a centenars de quilòmetres de distància. Des que va cessar el vulcanisme, l'única força geològica en la Lluna han estat els impactes de meteorits.
Alguns dels cràters d'impacte més importants de la Lluna són Copèrnic, amb 93 km de diàmetre i una profunditat de 3,76 km; i Tycho, amb un diàmetre de 85 km; ambdós cràters van expulsar gran quantitat de material. La missió Apollo 17 allunà en una àrea en la qual s'havia distribuït el material provinent de Tycho; l'estudi de roques va permetre arribar a la conclusió que l'impacte hauria ocorregut fa uns 110 milions d'anys.
Després de la represa de l'exploració lunar a la dècada de 1990, es va descobrir que hi ha escarpes en tot el món que són causades per la contracció a causa del refredament de la Lluna.

### Estrat i èpoques
A la part superior de la seqüència estratigràfica lunar es poden trobar cràters d'impacte. Els cràters més petits pertanyen al període copernicà. A continuació, es poden trobar cràters sense el sistema de raigs, però amb una morfologia de cràter d'impacte bastant ben desenvolupada. Aquest és el període eratostenià. Les dues unitats estratigràfiques més joves es poden trobar en taques de mida de cràters a la Lluna. Sota d'aquests s'estenen dos estrats: els períodes dels mars (anteriorment definit com a període procelarià) i la conca Imbrium relacionada amb ejeccions i períodes tectònics (períodes imbrians). Una altra unitat de conca d'impacte relacionada és el període nectarià, definit al voltant de la conca del Nectarià. A la part inferior de la seqüència estratigràfica lunar, es troba el període de les planes d'antics cràters, anomenat el pre-Nectarià. L'estratigrafia de Mercuri és molt semblant al cas lunar.

## Paisatge lunar
El paisatge lunar està caracteritzat per la presència de cràters d'impacte, el material expulsat per aquests, alguns volcans, depressions emplenades per l'oceà de magma, turons i les marques deixades pels fluxos de lava.

### Les altes i baixes planícies
L'aspecte més distintiu de la Lluna és el contrast de zones clares i fosques. Les zones clares són les terres altes i reben el nom de terrae (del llatí terra, forma singular) i les planícies més fosques anomenades maria (del llatí, 'mars'. Forma singular: mare), noms utilitzats per Johannes Kepler.

### Les terres altes i els cràters

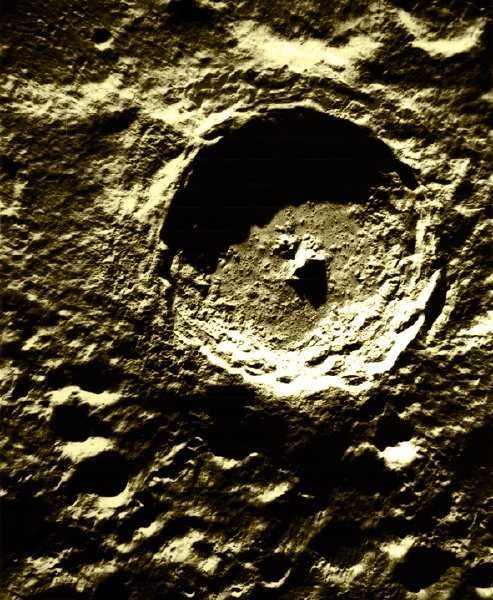
Cràter Tycho

Les terres altes presenten la major quantitat de cràters d'impacte des d'un diàmetre de prop d'un metre fins a 1.000 quilòmetres. Abans que qualsevol missió robòtica pogués arribar a la Lluna, els científics pensaven que l'origen d'alguns d'aquests cràters era volcànic, idea que va canviar radicalment amb la tornada de mostres de sòl i roques lunars amb les missions Apollo, mostrant clarament el paper important del procés d'impacte en la formació del terreny. Els impactes ocorren a velocitats properes als 20 km/s (70.000 km/h). En cada impacte, ones d'alta pressió reboten al projectil i el cos impactat, i en aquest procés, el projectil (un meteorit) és destruït pel passatge de l'ona de xoc fent que es vaporitzi en gairebé tota la seva totalitat. El material del cos impactat és comprimit fortament i descomprimit breument després. Una porció d'aquest material és vaporitzat i una altra part és fosa, però la major part (una massa 10.000 vegades superior a la del meteorit) és expulsada fora del cràter formant l'anell que l'envolta. La part central del cràter és una àrea més deprimida que la resta del terreny. La diferència amb les calderes volcàniques o cons de cendres és que no tenen anells de material acumulat i els seus cims estan per sobre del nivell de la superfície.
Una petita part del cos impactat és expulsada a grans distàncies, donant lloc a unes figures que s'assemblen a línies rectes anomenades radis.

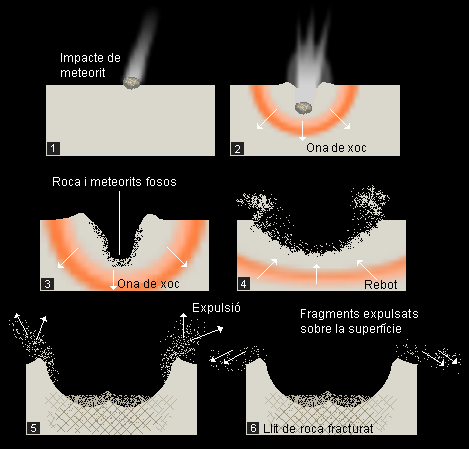
Formació d'un cràter d'impacte

### Els mars
Els mars (maria) cobreixen prop del 16% de la superfície lunar i van ser formats per colades de lava que principalment van omplir les enormes conques d'impacte. Encara que es pensa que, en l'actualitat, la Lluna no té activitat volcànica, sí que la va tenir en el passat. Segons estudis, l'activitat volcànica de la Lluna va prendre lloc després que les terres altes fossin formades i després que la major part del procés de craterització succeís; per aquest motiu, els mars lunars són més recents que les terres altes.
Abans de ser confirmat per les missions Apollo, els científics ja creien que els mars lunars eren planícies de lava, ja que aquestes tenien unes característiques particulars: patrons de fluxos de lava i col·lapses atribuïts a tubs de lava. El material recollit durant les missions lunars dels anys seixanta i setanta van confirmar la sospita: les conques estan formades d'un tipus de roca volcànica anomenada basalt.
Els mars omplen la major part de les conques d'impacte del costat visible. En els anys seixanta, alguns científics van suggerir que això demostrava una causa i efecte: els impactes no sols van causar la formació de grans cràters sinó també van produir la fosa de l'interior lunar disparant el procés volcànic. No obstant això, un examen més detallat dels mars mostren que aquests han d'haver estat més joves que les conques en les quals resideixen.

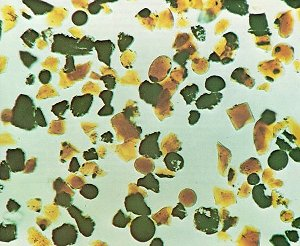
Partícules de vidre volcànic

N'és un exemple clar que l'impacte que va formar la gran conca d'Imbrium del Mare Imbrium (mar de les Pluges) va llançar material cap a fora de la conca, formant les muntanyes que envolten la conca Serenitatis, és a dir, del Mare Serenitatis (mar de la Serenitat). Per això, el mar de la Serenitat és més antic.
La característica visible més important sobre la relativa joventut dels mars respecte al terreny circumdant és que els mars tenen menys cràters, la qual cosa suposa que han estat menys temps presents. De fet, amb les dades recollides en les missions lunars, se sap que els mars poden formar-se fins i tot milers de milions d'anys després que es formin les conques.
Un altre tipus de dipòsit associat amb els mars, encara que també cobreix les àrees de les terres altes, són els dipòsits de mantell fosc. Aquests dipòsits no poden ser vists a simple vista sinó amb l'ajuda de telescopis o la proximitat de naus espacials. Abans de les missions Apollo, els científics creien que es tractava de dipòsits produïts per erupcions piroclàstiques. Alguns dipòsits semblen estar associats amb cons de cendres foscos i amples, reforçant la idea de les erupcions piroclàstiques, posteriorment confirmades per la troballa de perles de vidre com les que es troben en les erupcions piroclàstiques de la Terra.

### Preguntes sense contestar sobre els mars
Encara persisteixen alguns misteris sobre els mars:
- Per què van desaparèixer els volcans i solament es poden apreciar cons de cendra associats amb dipòsits de mantell fosc?
- Si no van existir els volcans, d'on va ser erupcionada la lava?

En alguns casos, és visible que la lava provingués de les enormes conques d'impacte, o potser al llarg d'esquerdes concèntriques a la conca, encara que en la majoria dels casos no es pot veure d'on va erupcionar. Una altra de les característiques curioses de la Lluna és que gairebé tots els mars estan presents en el costat visible a la Terra. La majoria dels científics creuen que aquesta asimetria és causada perquè l'escorça de les terres altes és més espessa en el costat oposat, dificultant l'ascens del basalt fins a la superfície.

## La superfície lunar

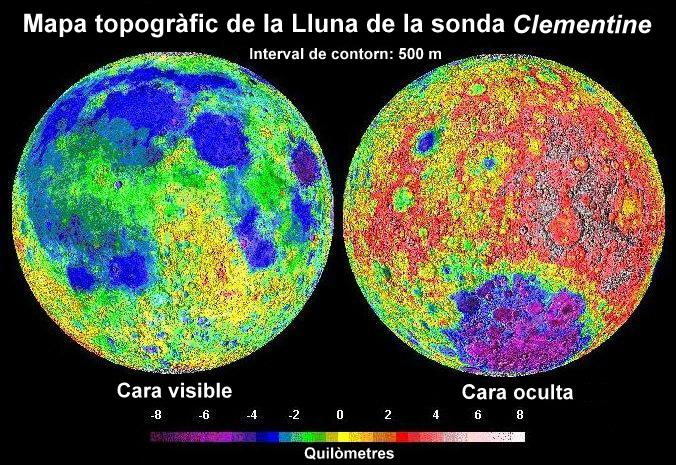
Topografia lunar

La superfície de la Lluna és de color gris i presenta una gran quantitat de fins sediments producte dels innombrables impactes de meteorits. Aquesta pols rep el nom de regolita lunar, un terme utilitzat per a descriure les capes de sediment produïdes per efectes mecànics sobre les superfícies dels planetes. L'espessor de la regolita varia de 2 metres en els mars més joves a uns 20 metres en les superfícies més antigues de les terres altes.
La regolita està formada pel material rocós de la regió on es trobi, però a més conté restes de material expulsat per impactes llunyans, per la qual cosa la regolita constitueix una roca de gran valor científic.
La regolita conté roques, fragments de minerals derivats del jaç de roca originària, partícules vidrioses formades pels impactes. En la major part de la regolita lunar, la meitat de les partícules estan compostes de fragments minerals que estan units per vidres d'impacte; aquests objectes es diuen aglutinats. La composició química de la regolita varia d'acord amb la seva localització; la regolita a les terres altes, com les seves roques, és rica en alumini. La regolita en els mars és rica en ferro i magnesi, com les roques basàltiques.
La regolita lunar és també molt important perquè emmagatzema la informació de la història solar. Les partícules que formen el vent solar, compost principalment d'àtoms d'heli, neó, carboni i nitrogen, colpegen la superfície lunar i s'insereixen en els grans minerals. En analitzar la composició de la regolita, especialment la seva composició isotòpica, és possible determinar si l'activitat del Sol ha canviat amb el temps.
Els gasos del vent solar podrien ser útils per a futures bases lunars, ja que l'oxigen i l'hidrogen (aigua), carboni i nitrogen, no sols són essencials per a la vida, sinó que també són de gran utilitat per a l'elaboració de combustible.
Existeix una gran quantitat d'oxigen emmagatzemat en els silicats,
diòxid de silici (SiO₂), minerals de les roques lunars, òxids de calci (CaO), ferro (FeO) i magnesi (MgO). Prop del 43% de la massa del sòl és oxigen i el vent solar proveeix la resta.

## Roques lunars

### Roques de les terres altes i l'oceà de magma lunar
Les primeres roques recollides per l'Apollo 11 corresponien a basalts. A pesar que la missió Apollo 11 va transcórrer sobre el mar de la Tranquil·litat, també es van recollir fragments mil·limètrics de roques de les terres altes. Aquestes estan principalment compostes pel mineral feldespat plagioclasa; alguns fragments únicament contenien plagioclasa. Aquestes roques es diuen anortosites.
Les terres altes estan formades principalment de plagioclasa perquè aquest mineral es va anar acumulant en la part superior de l'oceà de magma per flotació, donant lloc a la hipòtesi que la Lluna va estar alguna vegada coberta per un oceà de magma.

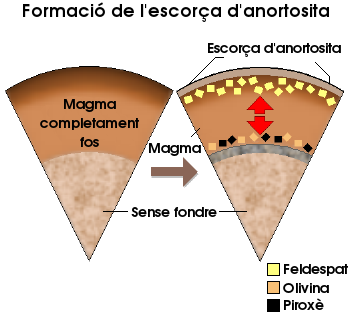
Formació de l'escorça d'anortosita

El concepte de l'oceà de magma va ser comprovat el 1994 amb la sonda estatunidenca Clementine, la qual en la seva òrbita polar durant dos mesos va prendre fotografies en diferents longituds d'ona. Els científics van analitzar el contingut de ferro en la superfície lunar per les variacions de la intensitat de la llum reflectida a diferents longituds d'ona. La hipòtesi de l'oceà de magma prediu que les terres altes lunars haurien de tenir un baix contingut en ferro, menys d'aproximadament el 5% per pes (registrat com a òxid de ferro FeO). D'acord amb els mesuraments de la Clementine, la presència mitjana a les terres altes és menor al 5% de FeO per pes. Aquestes dades van ser confirmades en el 1998 quan una altra sonda nord-americana, la Lunar Prospector, va orbitar la Lluna.
Les terres altes contenen un altre tipus de roques ígnies: les més abundants són les norites i les troctolites, roques formades per quantitats iguals de plagioclasa i olivina o piroxè (i ambdós minerals són silicats que contenen ferro i magnesi). La datació radiomètrica d'aquestes roques suggereix que són més joves que les anortosites, que van ser formades després que l'oceà de magma s'havia cristal·litzat.
Les roques de les terres altes són, a més, bastant complexes a causa del procés de craterització. La majoria d'aquestes roques són complexes barreges d'unes altres. Les roques originàries van ser foses, barrejades, i impactades durant els primers 500 milions d'anys de la Lluna. Aquestes roques s'anomenen bretxes. Algunes d'aquestes bretxes estan tan barrejades que contenen bretxes dins de bretxes. La major part de les anortosites, norites i troctolites són en realitat fragments de roques dins de bretxes.
L'interessant de les bretxes de les terres altes, especialment les bretxes d'impacte (roques parcialment foses per un esdeveniment d'impacte) és que la majoria se situa en una edat que s'expandeix des dels 3.850 als 4.000 milions d'anys. Això porta a la idea que la Lluna va experimentar un bombardeig de meteorits molt intens durant aquest lapse; no obstant això, s'ha de tenir en compte que el mostreig de roques retornat per les missions Apollo és molt reduït i correspon a una petita regió de la Lluna.
Moltes bretxes i algunes roques ígnies estan enriquides amb un conjunt d'elements que no són comuns a la Terra. Aquests elements no tendeixen a ser part fonamental dels minerals presents en les roques. La seva presència s'origina quan el magma es cristal·litza, i la part que encara està líquida progressivament es va enriquint d'aquests elements especials. Les roques que els contenen es diuen KREEP, nom que representa les sigles del potassi (símbol químic K), elements rars de la Terra, de l'anglès Rare-Earth Elements (REE) i fòsfor (símbol químic P). Actualment, es creu que els KREEP representen les últimes restes de la cristal·lització del magma d'oceà. Els grans impactes van excavar l'escorça expulsant el material inferior barrejant-lo amb altres materials, formant bretxes KREEP.

### Abundàncies minerals en les roques lunars
|                               | Plagiòclasi | Piroxè | Olivina | Ilmenita |
| ----------------------------- | ----------- | ------ | ------- | -------- |
| Roques de les terres altes    |             |        |         |          |
| Anortosita                    | 90%         | 5%     | 5%      | 0%       |
| Norita                        | 60%         | 35%    | 5%      | 0%       |
| Troctolita                    | 60%         | 5%     | 35%     | 0%       |
| Basalts dels mars             |             |        |         |          |
| Alt contingut en titani       | 30%         | 54%    | 3%      | 18%      |
| Baix contingut de titani      | 30%         | 60%    | 5%      | 5%       |
| Molt baix contingut de titani | 35%         | 55%    | 8%      | 2%       |

### Els minerals lunars

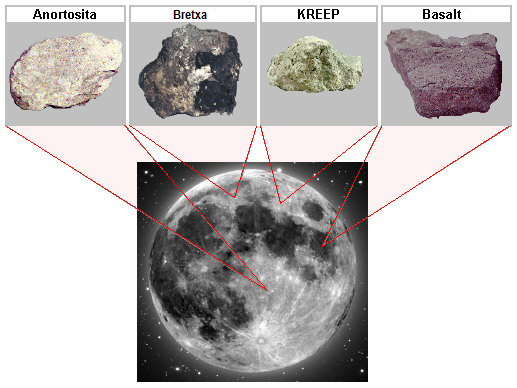
Distribució de les roques lunars segons la regió de procedència

| Mineral     | Elements                                                      | Aparença en roques lunars                                                                                     |
| ----------- | ------------------------------------------------------------- | --- |
| Plagiòclasi | Calci (Ca), Alumini (Al), Silici (Si), Oxigen (O)             | De blavós a gris transparent; usualment, grans més llargs que amples                                          |
| Piroxè      | Ferro (Fe), Magnesi (Mg), Calci (Ca), Silici (Si), Oxigen (O) | De color marró a negre; els grans apareixen usualment més allargats en els mars i quadrats a les terres altes |
| Olivina     | Ferro (Fe), Magnesi (Mg), Silici (Si), Oxigen (O)             | De color verdós; en general apareix de forma arrodonida                                                       |
| Ilmenita    | Ferro (Fe), Titani (Tu), Oxigen (O)                           | Negre, cristalls de forma allargada a quadrada                                                                |

### Constitució geològica dels mars
La principal característica de les roques basàltiques respecte de les roques provinents de les terres altes és que els basalts contenen una major quantitat d'olivina i piroxè i menys plagioclasa. Clarament, moltes d'aquestes també tenen un òxid de mineral de ferro-titani anomenat ilmenita. A causa que el primer mostreig de roques tenien un gran contingut d'ilmenita (i altres minerals relacionats), va rebre el nom de basalts d'“alt titani“ en referència a les concentracions excepcionals d'aquest metall. L'Apollo 12 va tornar a la Terra amb basalts de menors concentracions i van ser anomenats basalts de baix titani. Les missions subsegüents i les missions automatitzades soviètiques van retornar amb basalts amb una concentració encara menor, són els basalts de molt baix titani. La sonda Clementine va proporcionar dades que mostren un rang ampli de contingut de titani en les roques basàltiques, i les d'alt contingut són les de menor abundància.
Les formes dels grans minerals en què estan presents en els basalts dels mars indiquen que aquestes roques van ser formades en colades de lava, algunes primes (d'un metre de gruix) i d'altres més espesses (fins a 30 metres). Molts dels basalts lunars contenen petits forats anomenats vesícules, que van ser formades per bombolles de gasos atrapades quan es va solidificar la lava. No se sap amb certesa quins van ser els gasos que van escapar d'aquestes roques. A la Terra, les vesícules es formen amb la sortida de diòxid de carboni, vapor d'aigua acompanyat d'una mica de sulfur i clor. En la Lluna, no hi ha senyals de l'existència d'aigua. És probable que hagin estat diòxid de carboni i monòxid de carboni, amb una mica de sulfur.
Les mostres de vidres piroclàstics es presenten de color verd, groc i vermell. La diferència en color reflecteix la quantitat de titani que tenen; d'aquesta manera, les partícules verdes tenen les menors concentracions (prop de l'1%) i les vermelles són les de majors concentracions, amb un 14%, molt més que els basalts de majors concentracions.
Els experiments duts a terme en les roques basàltiques i vidres piroclàstics mostren que es van formar quan l'interior de la Lluna estava parcialment fos. Les roques no tenen una temperatura específica de fosa, ja que es fonen en una gamma de temperatures: els basalts es fonen a unes temperatures entre 1.000 i 1.200°C. Els experiments van mostrar que la fosa en la Lluna té lloc a una profunditat d'entre 100 a 500 km, i que les roques que es van fondre parcialment contenien principalment olivina i piroxè, amb una mica d'ilmenita a les regions que van formar els basalts d'alt titani.

## L'interior i els tremolors lunars

Comparació de l'interior de la Terra i la Lluna

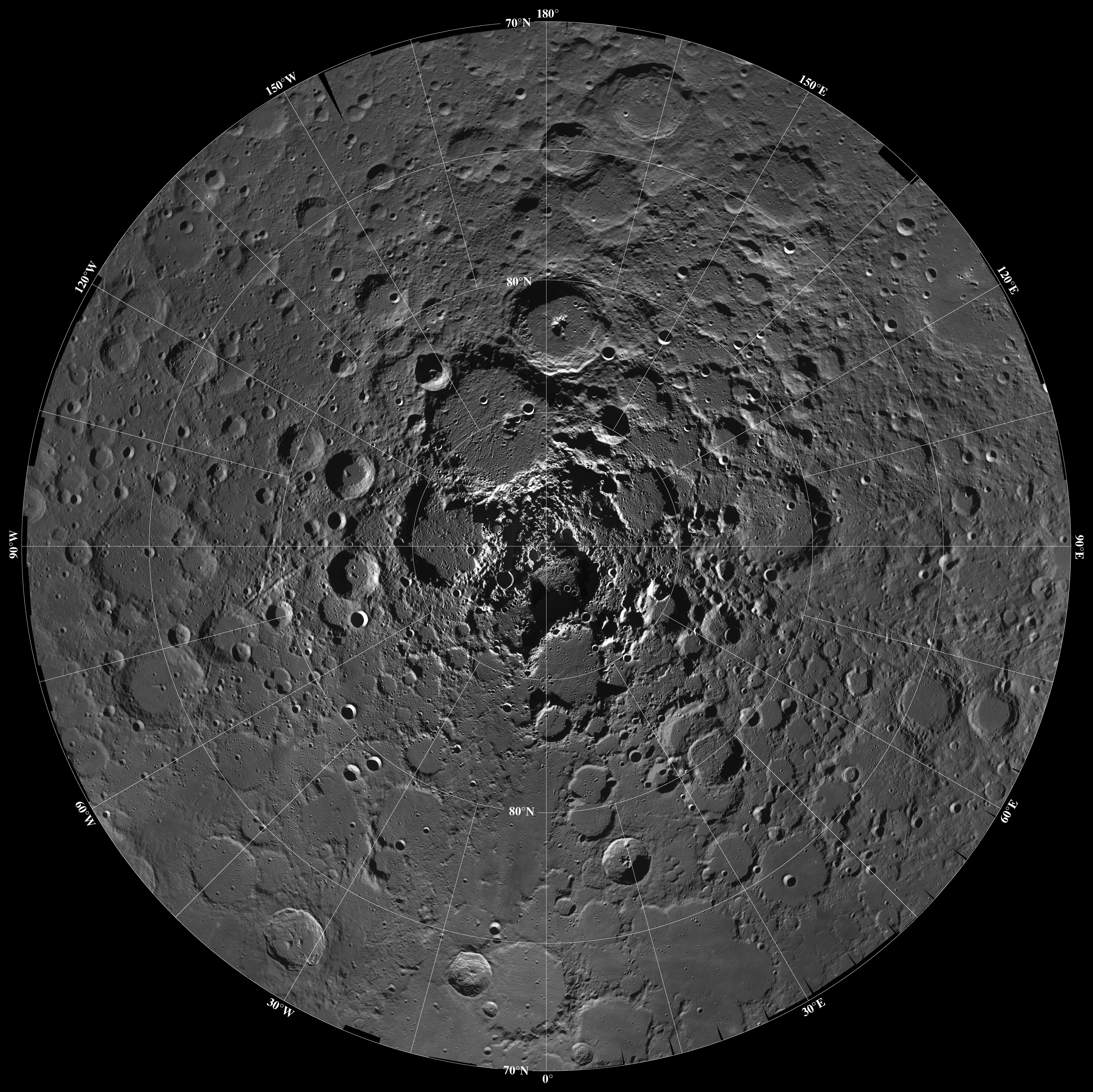
Pol nord lunar, imatge del cràter amb possible reserva de gel

La Lluna no té tectònica de plaques i, per tant, no es renova constantment com la Terra. Els tremolors lunars són mínims i els més grans (de magnitud 5) solament ocorren una vegada per any. L'interior lunar és bastant diferent del de la Terra; l'escorça lunar té un gruix d'uns 70 km en el costat visible, a uns 150 km en el costat ocult. Els mars tenen prop d'1 km de gruix (dada derivada d'estudis fotogeològics). Les mostres retornades a la Terra i les dades de sondes suggereixen que la part inferior de l'escorça conté menys plagioclasa que la seva meitat superior. Sota l'escorça es troba el mantell lunar, la capa més extensa de la Lluna. Pot ser que hi hagi una diferència en la constitució de les roques per damunt i sota una profunditat de 500 km, representant la profunditat de l'oceà de magma. Sota el mantell, es troba el nucli lunar, la grandària del qual és incerta, encara que les estimacions el situen entre uns 100 a 400 km.
Si bé la Lluna no té un camp magnètic com la Terra, sí que el va tenir en el passat. Les roques lunars estan magnetitzades, i les més antigues són les que presenten el major magnetisme. Això suposa que en el passat el camp magnètic era més intens. El perquè del seu debilitament és incert, encara que serveix per a teoritzar sobre l'absència d'un nucli de ferro líquid com en el cas terrestre, que en el seu moviment intern produeix els corrents elèctrics necessaris per a la creació del camp. Una altra de les diferències així derivades és que la densitat mitjana de la Lluna és d'uns 3,3 g/cm³, mentre que la densitat mitjana de la Terra és de 5,5 g/cm³.
En algunes regions de la Lluna, la intensitat del camp gravitacional és major; aquest misteri va ser resolt amb la Lunar Prospector en associar-los amb grans concentracions de masses (mascons) presents en els mars de les conques.
A uns 80° del pol sud, existeixen els romanents de l'enorme conca d'Aitken, la més gran del sistema solar, amb uns 2.500 km de diàmetre. La major part d'aquesta àrea, uns 15.000 km², no reben llum solar gràcies a les superfícies elevades de les quals estan envoltades. Tant imatges de radar de la sonda Clementine i les dades de l'espectròmetre de neutrons de la Lunar Prospector indiquen que la regió conté dipòsits d'aigua congelada. Fins a aquest moment, se sospitava la presència d'un dipòsit de 10 a 300 milions de tones. La Lunar Prospector també va descobrir que el pol nord conté prop del doble de gel que el pol sud.

## Estudi de les roques lunars
La major part de les roques lunars estan emmagatzemades en el Laboratori de Recepció Lunar en el Centre espacial Lyndon B. Johnson, a Houston (Texas). Un petit percentatge està distribuït en instal·lacions auxiliars a la base de la força aèria Brooks, prop de San Antonio (Texas). Moltes mostres lunars es troben en els laboratoris d'investigadors en tot el món. Un petit nombre de roques lunars estan exposades al públic en museus i només tres peces poden ser tocades. Aquestes són les “roques tocables“ tallades de roques basàltiques de la missió Apollo 17. Una d'aquestes roques està situada en el Museu de l'Aire i l'Espai Smithsonian a Washington, D. de C. Una altra peça està en el Centre Espacial de Houston proper al Centre Espacial Johnson. Una tercera roca que es pot tocar està en el Museu de les Ciències en la Universitat Nacional Autònoma de Mèxic.